# 清晏园
清晏园是位于中华人民共和国江苏省淮安市清江浦区人民南路西侧、环城西路北侧的一座古典园林。曾用名淮园、瞻园、留园、城南公园，是中国漕运史上唯一存留至今的官署园林。

## 历史
清晏园原是明代户部分司公署旧址，清康熙十七年（1678年），河道总督靳辅驻节清江浦，在此凿池种树，设立行馆。雍正七年（1729年），正式建立江南河道总督署，经过扩建，具备园林规模。曾先后称为西园、淮园、澹园、清宴园、留园等。
民国六年（1917年），李兰轩集资修园，名城南公园。1991年，恢复清晏园古名。

## 景点
荷芳书院：建于清乾隆十五年（1750年），系江南河道總督高斌为迎接乾隆帝南巡，在园内荷池北侧兴建，是园内唯一幸存的古建筑。周围的碑亭和碑廊，反映当年的治水历史。根据高斌的《荷芳书院诗并序》，“荷芳”取音“河防”之意，由书法家蔣衡（字拙存）书写题额，当时的主要题名景点有“固斋草亭”、“可观亭（射圃）”、“三友亭”（顾琮 (清朝)命名）、“画舫斋”、“素心书屋”、“淡泊宁静（碑亭）”、“筠流清荫”、“小山丛桂”、“亭亭亭”、“绩奏安澜”、“湖山一角”、“竹里亭”、“藕画风漾钓鱼丝”、“柳荫小憩”、“香远益清”等。袁枚有《留别荷芳书院四首》诗（载袁枚《小仓山房诗集》卷10）。
其他如湛亭（由江南河道总督李宏 (清朝)原建并命名）、淮香堂、蕉吟馆、今来雨轩、曲廊、水榭、船楼、曲桥和谦豫斋、关帝庙、叶园都属于仿古建筑。另有数座大型假山。

## 保护
1987年，荷芳书院列为淮阴市文物保护单位。2003年，清晏园列为第二批淮安市文物保护单位。2006年被列为第六批全国重点文物保护单位。

## 交通
公交2路、7路

## 门票
免费